# Elias Ntaganda
Elias Ntaganda (ur. 1 stycznia 1979 w Kinszasie) – rwandyjski piłkarz grający na pozycji obrońcy.

## Kariera klubowa
Od początku kariery piłkarskiej Ntaganda związany jest z klubem APR FC ze stolicy kraju Kigali. W 1997 roku zadebiutował w jego barwach w rwandyjskiej pierwszej lidze. W swojej karierze dziewięciokrotnie zostawał mistrzem kraju w latach 1999, 2000, 2001, 2003, 2005, 2006, 2009, 2010 i 2011. Siedmiokrotnie zdobył Puchar Rwandy w latach 1999, 2000, 2002, 2006, 2008, 2010 i 2011 oraz dwukrotnie CECAFA Clubs Cup w latach 2004 i 2007. W latach 2011–2013 grał w Etincelles FC, a w latach 2013-2016 w Espoir FC.

## Kariera reprezentacyjna
W reprezentacji Rwandy Ntaganda zadebiutował w 2000 roku. W 2004 roku został powołany do kadry na Puchar Narodów Afryki 2004. Tam wystąpił w 3 spotkaniach: z Tunezją (1:2), z Gwineą (1:1) i z Demokratyczną Republiką Konga (1:0).